# Camponotus flavescens
Camponotus flavescens är en myrart som först beskrevs av Fabricius 1793.  Camponotus flavescens ingår i släktet hästmyror, och familjen myror. Inga underarter finns listade.